# Langley (Vosges)
Langley é uma comuna francesa na região administrativa do Grande Leste, no departamento de Vosges. Estende-se por uma área de 2.73 km². Em 2010 a comuna tinha 160 habitantes (densidade: 58,6 hab./km²).